# Lambert-féle felület
A Lambert-féle felület ideális diffúz fényvisszaverő tulajdonsággal rendelkezik.
A megfigyelő számára a felület fényessége minden szögből hasonló, más szavakkal kifejezve, a felület fényessége izotróp, a fény intenzitása a Lambert-féle koszinusztörvény szerint számítható.
A felületet Johann Heinrich Lambert (1728–1777) svájci matematikus-fizikusról nevezték el (1760).

## Példák
A polirozatlan deszka jó közelítéssel Lambert-féle felület, de ha bevonják fényességet adó borítással, akkor már nem Lambert-féle felület. Nem minden durva felület Lambert-féle felület, de ha közelebbről nem ismeretes a felület karakterisztikája, akkor ez jó közelítés.
A spectralon nevű anyagot arra a célra fejlesztették ki, hogy Lambert-féle felületet hozzon létre.
Számítógépes grafikában, gyakran alkalmazzák a Lambert-féle fény visszaverődési tulajdonságot, azaz a diffúz reflexiót. Ha egy pontot forgatunk a normál vektora körül, nem változtatja a fényességét.
Ultrahangos vizsgálatkor a megjelenített szövetek szintén Lambert-féle felületként viselkednek.